# Ounangare
Ounangare (ou Khounangare) est une localité du Cameroun située dans le département du Logone-et-Chari et la Région de l'Extrême-Nord, au sud du lac Tchad, à la frontière avec le Tchad. Elle fait partie de la commune de Logone-Birni et du canton de Hinalé. On distingue parfois Ounangare I et Ounangare II.

## Population
Lors du recensement de 2005, 95 personnes ont été dénombrées à Ounangare I et 296 à Ounangare II. 